# Vârfuri
Vârfuri là một xã thuộc hạt Dâmbovița, România. Dân số thời điểm năm 2002 là 2111 người.